# Ochrocalliope dubiefae
Ochrocalliope dubiefae is een vlinder uit de familie tandvlinders (Notodontidae). De wetenschappelijke naam van deze soort is voor het eerst geldig gepubliceerd in 1978 door Viette.
De soort komt voor in tropisch Afrika.